# 李恩哲
李恩哲（韓語：리은철；1995年7月13日—），朝鮮足球運動員，入選過朝鲜国家青年足球队、朝鮮國家奧運足球隊及朝鮮國家足球隊。現在效力朝鮮足球聯賽球會先鋒體育團。

## 簡歷
李恩哲在2017年首次入選朝鮮國家足球隊，參與了2019年亞洲盃資格賽。2018年參與了東亞足球錦標賽外圍賽第二圈，但得球差負給香港足球代表隊，不能成功獲得資格賽冠軍而取得決賽出線席位。
此前，他入選了朝鮮國家青年足球队參加2014年亞足聯U19青年錦標賽，在對卡達國家青年足球隊的決賽中落敗而屈居亞軍，其後參加了2015年U20世界盃足球賽。
另外，2016年入選了朝鮮國家奧運足球隊參加2016年亞足聯U23錦標賽，在分組賽對沙特阿拉伯國家奧運足球隊和泰國國家奧運足球隊中先後打平對方，以得失球差晉級半準決賽，及後在半準決賽對卡達國家奧運足球隊中於加時賽負給對方，沒能成功晉級準決賽。2018年再次入選朝鮮國家奧運足球隊參加2018年亞足聯U23錦標賽，在分組賽對巴勒斯坦國家奧運足球隊中與對方平手，及後對日本國家奧運足球隊中負給對方，沒能成功晉級半準決賽。之後，代表朝鮮參與2018年亞洲運動會足球比賽，在八強賽事對阿聯國家奧運足球隊中互射點球負給對方沒能晉後準決賽。

## 國際賽進球
朝鮮
| # | 日期          | 場地             | 對手 | 進球 | 比數 | 比賽             |
| - | ------------- | ---------------- | ---- | ---- | ---- | ---------------- |
| 1 | 2019年7月13日 | 印度艾哈迈达巴德 | 印度 | 1–4  | 2–5  | 2019年英雄洲際盃 |

朝鮮U-23
| # | 日期          | 場地     | 對手     | 進球 | 比數 | 比賽                         |
| - | ------------- | -------- | -------- | ---- | ---- | ---------------------------- |
| 1 | 2017年7月21日 | 朝鮮平壤 | 中華臺北 | 0–2  | 1–7  | 2018年亞足聯U-23錦標賽外圍賽 |

## 連接
- 李恩哲在 National-Football-Teams.com 上的出场纪录
- Un-Chol Ri - Soccerway （页面存档备份，存于） （英文）
- Un-Chol Ri- Footballdatabase.eu （英文）